# Elaver calcarata
Elaver calcarata är en spindelart som först beskrevs av Kraus 1955.  Elaver calcarata ingår i släktet Elaver och familjen säckspindlar.
Artens utbredningsområde är El Salvador. Inga underarter finns listade i Catalogue of Life.